# Catégorie cinématographique
Les catégories cinématographiques regroupent le film de fiction, le film documentaire, le film d'animation et le film expérimental. Certains films peuvent relever de plus d'une catégorie (les docu-fictions, etc.). Les films sont également catégorisés avec d'autres éléments; le métrage, le genre et la technique (pour les films d'animation seulement).

## Film de fiction
Le film de fiction raconte une histoire qui peut être vraie (l'Histoire avec un H majuscule) ou non (une simple histoire). La fiction prend alors la forme d'un récit, classique ou non, reposant sur une narration.

## Film documentaire
Le film documentaire témoigne d’une réalité ou traite d'une problématique (sociale, politique, artistique, etc.) selon le point de vue du cinéaste. On nomme docu-fiction les documentaires qui intègrent des éléments fictifs (reconstitution par exemple) ou, à l'inverse, des fictions qui introduisent certains passages documentés. Il existe plusieurs types de documentaires du reportage au journal personnel, du film ethnographique à l'essai polémiste.

## Film d'animation
Le film d'animation est réalisé à l'aide de différentes techniques, à 2 dimensions (dessins, photographies, etc.) ou 3 dimensions (objets, pâte à modelée, etc.), de façon traditionnelle (image par image) ou informatique.

## Les expérimentations
Le film expérimental se veut le contre-poids du cinéma narratif (fiction, documentaire, animation). Le cinéaste questionne les limites du cinéma dans sa forme (esthétique, formelle) et/ou son contenu (politique, cognitif), mais son audience et son économie spécifique le relèguent la plupart du temps aux festivals ou à l'université, et son influence sur le cinéma est insignifiante.

## Autres classifications

### Le métrage
Le métrage est la mesure de la longueur du film. Il existe trois types de métrages pour un film; le court métrage, le moyen métrage et le long métrage. Selon les pays et les conventions, la durée équivalent à chaque catégorie de métrage peut varier. En France, le Centre national du cinéma et de l’image animée (CNC) ne reconnaît officiellement que le court métrage, d'une durée inférieure à 60 minutes, et le long métrage d'au-delà 60 minutes. Cependant, il est d'usage de nommer moyen métrage un film de 40 à 60 minutes. Au départ, la dénomination court métrage tient compte du fait que le film ainsi classé se présente sous forme d'une seule bobine de pellicule (mesurée en mètres ou en pieds), contrairement au long métrage. En revanche, il est impropre de qualifier de court métrage les films des débuts du cinéma (1891 à 1906), car la notion de court métrage n'existait pas à l'époque, pas plus que celle de long métrage. Un film faisait de 30 secondes à 14 minutes, ce qui correspondait à une bobine de 300 mètres en 35 mm, à la cadence de prise de vues du cinéma muet qui était de 16 à 18 photogrammes par seconde.

### Genre cinématographique
Les films sont également catégorisés par genre. Il existe plusieurs genres et ceux-ci peuvent changer selon le pays. Les genres les plus communs sont la comédie, le drame, le film d'aventure, le film d'action, le film policier, le film fantastique et le film de science-fiction.
Un film documentaire ne possède généralement pas de genre, mais certains classent plusieurs types de documentaires en créant des genres spécifiques aux documentaires.

### Technique d'animation
Les films d'animation sont catégorisés par un quatrième élément, la technique.